# The Daydream Club
The Daydream Club ist ein britisches Akustik-Folk-Duo, bestehend aus Paula Walker und Adam Pickering. Die Band ist beheimatet in Leicestershire. Die beiden Interpreten beschreiben ihre Musik als „durchweicht in traumartigen Klanglandschaften, sinnlichen Melodien und Bildsprachen“.
Ihr Debüt-Album Overgrown wurde am 1. November 2010 auf dem Indie-Label Poco Poco Records veröffentlicht. Das Album wurde in den George Street Studios in Northampton aufgenommen und wurde von Shane Bowler produziert, gemixt und gemastert. Das Album-Cover stammt von James Bagnall.

## Diskografie
- 2010: Overgrown (Album, Poco Poco Records)
- 2011: The Record Shop (Single, Poco Poco Records)